# Sergio Nakasone
Sergio Nakasone (Buenos Aires, 1968), más conocido como El Naka o Míster N, es un productor y director de televisión argentino de origen japonés, radicado en Chile. Conocido por realizar diversos programas telerrealidad en Chile, algunos adaptados y otros de producción propia.

## Infancia
Nació en Buenos Aires, Argentina y a los 4 años se mudó junto a sus padres a Lanús, un barrio obrero, de clase media y es conocido por su fanatismo por el Club Atlético Lanús. Estudió su secundaria en el Instituto Vicente Pallotti de Turdera. Vivió durante toda su infancia en ese lugar hasta los 21 años donde decide viajar a Miami.

## Carrera profesional
En 2011 luego de varios intentos fallidos en Canal 13, Nakasone salvó a la señal de Luksic[cita requerida] con el nacimiento de Año 0, un espacio de telerrealidad que resucitó el género de reality show en Chile. Después de Año 0 llegó Mundos opuestos en 2012, el que oficialmente se posicionó como el reality más visto en la historia de la televisión nacional. Fue director de contenidos de Mundos opuestos 2 (2013)
Actualmente se desempeña como Director Regional de Contenido de Entretenimiento de Turner Broadcasting System Latin America.

## Créditos

### Productor/Director

#### Televisión
| Año       | Programa                 | Canal/Productora | País           | Rol                   |
| --------- | ------------------------ | ---------------- | -------------- | --------------------- |
| 2001      | El bar                   | América TV       | Argentina      | Productor             |
| 2002      | Protagonistas de novela  | Promofilm        | Venezuela      | Productor             |
| 2002      | Estrellas de la Música   | Promofilm        | Venezuela      | Productor             |
| 2003      | Protagonistas de la fama | Canal 13         | Chile          | Productor             |
| 2008      | Amor ciego               | Canal 13         | Chile          | Productor ejecutivo   |
| 2008      | Amor ciego 2             | Canal 13         | Chile          | Productor ejecutivo   |
| 2009      | 1810                     | Canal 13         | Chile          | Productor ejecutivo   |
| 2009      | 1910                     | Canal 13         | Chile          | Productor ejecutivo   |
| 2010      | El hormiguero            | Canal 13         | Chile          | Productor ejecutivo   |
| 2011      | Año 0                    | Canal 13         | Chile          | Productor ejecutivo   |
| 2011      | 40 ó 20                  | Canal 13         | Chile          | Encargado del casting |
| 2012      | Mundos opuestos          | Canal 13         | Chile          | Productor ejecutivo   |
| 2012      | Mundos opuestos          | Canal RCN        | Colombia       | Preproducción         |
| 2013      | Mundos opuestos 2        | Canal 13         | Chile          | Productor ejecutivo   |
| 2014      | Opposite Worlds          | SyFy             | Estados Unidos | Preproducción         |
| 2014      | Generaciones cruzadas    | Canal 13         | Chile          | Productor ejecutivo   |
| 2014-2017 | MasterChef               | Canal 13         | Chile          | Productor ejecutivo   |
| 2015      | Reality.Doc              | Canal 13         | Chile          | Productor ejecutivo   |
| 2016      | Amores Perros            | Canal 13         | Chile          | Productor ejecutivo   |
| 2016      | Junior MasterChef        | Canal 13         | Chile          | Productor ejecutivo   |
| 2018      | Bake Off Chile           | Chilevisión      | Chile          | Productor ejecutivo   |
| 2019-2021 | El discípulo del chef    | Chilevisión      | Chile          | Productor ejecutivo   |
| 2020      | Oye al chef              | Chilevisión      | Chile          | Productor ejecutivo   |